# Barbu Dimitrie Știrbei
Barbu Dimitrie Știrbei (Craiova, 1799-Niza, 1869) fue un político rumano, hospodar de Valaquia en un par de periodos a mediados del siglo XIX.

## Biografía
Nacido en Craiova en agosto de 1799, era hermano de Gheorghe Bibescu. Según Dimitrie R. Rosetti, su tío Barbu Stirbey le habría dejado su fortuna a condición de tomar su nombre. Criado primero en escuelas de Bucarest, viajó a París en 1817, donde estudió derecho y ciencias estatales. En 1821 regresó al Principado de Valaquia justo cuando estallaba la rebelión de Ipsilantis, y se vio obligado a refugiarse en Transilvania, hasta 1825.
Bajo el reinado de Chica, fue nombrado director del Tesoro (Ministerio de Hacienda), y en 1829 secretario del comité encargado de redactar el Regulamentul Organic. Bajo la administración de Kisselef, fue uno de los tres miembros de la junta ejecutiva encargada de gestionar el departamento del interior. Nombrado secretario de Estado en 1831, se convirtió en ministro de Educación Pública en 1834 y, después de pasar dos años en París, regresó en 1837 y fue nombrado ministro de Justicia. Partió nuevamente hacia París en 1841 y no regresó a Valaquia hasta 1843, con motivo de la elección de hospodar, cuando presentó infructuosamente su candidatura contra su hermano Gheorghe Bibescu. Bajo el reinado de su hermano, recibió la cartera de ministro del Interior en 1844 y vinculó su nombre a varias obras importantes como el puente de Slatina y el muelle del puerto de Brăila. En 1847 abandonó nuevamente el país y se instaló en París, de donde no regresó al país hasta después de la caída de su hermano del trono. Como hospodar tuvo un reinado difícil y en 1853, cuando los rusos cruzaron el Prut, atacando la autoridad del sultán, Stirbei recibió la orden de Constantinopla de abandonar temporalmente el país y se retiró a Viena. Al regresar al Principado de Valaquia, retomó el rol de hospodar hasta julio de 1856. Tras la unión de los Principados y la elección de Alexandru Ioan Cuza, marchó a Francia. Falleció en Niza en abril de 1869.